# 北區 (大阪市)
北區（日语：／ Kita ku */?）是日本大阪市24區的其中之一，北側為淀川，東側為大川，南側則是堂島川與土佐堀川。大阪市主要的商業區梅田及大阪車站位於本區。
該區的中心梅田摩天大樓林立，有多所百貨公司和商業設施，為關西重要的商務區。不少公司、報紙媒體、廣播電台的總部或關西分公司設置於此處，此外還有許多鐵路的終點站集中於此。位於堂島川與土佐堀川之間的中之島上有大阪市政府和日本銀行大阪支店等許多重要設施。
該區的代表性車站，同時也是大阪市的代表性車站JR大阪站與鄰近各民鐵的梅田站，是從大阪府內北攝（豐中市、吹田市、茨木市、高槻市等）、兵庫縣（神戶市、阪神間、播磨等），京都府（京都市、長岡京市等）、滋賀縣、福井縣、石川縣、富山縣等地來到大阪的終點站。特別是許多兵庫縣、京都府與滋賀縣居民常常利用該車站進行換乘。
區內常住人口約10萬人，但工作日白天的人口則約為43萬人，相差甚大。雖然由於泡沫經濟時代土地價格飛漲導致人口逐漸流出，但近年由於都心回歸的影響人口又有所回升。區內角田町的地價為西日本最高。

## 歷史
現在的北區南半部在江戶時代屬於當時的大坂市區大坂三鄉，在當時中之島有許多大名的藏屋敷，堂島則屬於商業區；而北半部則屬於西成郡，當時多為農村區域，此部分大多也屬於幕府直轄的天領或田安德川家的領地。
明治維新後，日本政府在天滿地區設立了國家造幣局，帶動了此地的金屬工業發展，而原本位於中之島各藩的藏屋敷則逐一被改為政府的設施，包括大阪市政府、學校、郵局。而梅田地區則興建東海道線的鐵路車站，也就是現在的大阪車站，使此地成為大阪市對外的主要出入口。
1879年實施郡區町村編制法，南半部原屬大阪三鄉的區域成立為直接隸屬大阪府的北區；1889年北區與原本同樣隸屬大阪府的東區、西區、南區改隸屬新設立的大阪市。同時由於實施町村制，現在的北區北半部區域則屬於西成郡曾根崎村、北野村、川崎村、豐崎村、鷺洲村、中津村共六個行政區劃；前三個村在1897年被併入大阪市，當時連同同時間被併入大阪市的上福島村、下福島村、野田村都被劃入北區。不過在1925年，原屬於上福島村、下福島村、野田村的區域被劃出新設立為港區和此花區；同時豐崎町、鷺洲町、中津町也被併入大阪市，最初是劃入東淀川區和西淀川區，在1943年這三個行政區劃位於淀川南岸的區域改劃入新設立的大淀區。1989年，大阪市再度調整行政區劃，將原本的北區與大淀區合併為現在的北區。
20世紀90年代後，茶屋町、西梅田一帶經歷再開發，建起許多高層建築。2000年代大阪站周圍，2010年代梅田貨運站附近的北梅田地區也經歷了大規模再開發。雖然很多地區被開發為現代都市，但沿著大川的東部區境附近有日本長度第一的「天神橋筋購物街」，長柄、本莊、中崎町附近也集中有許多古樸的住宅區，仍保留有昭和時代的下町風味。

## 交通

### 鐵路
西日本旅客鐵道（JR西日本）
- 東海道本線（JR神戶線、JR京都線）： 大阪站
- 大阪環狀線：天滿站 - 大阪站
- JR東西線：大阪天滿宮站 - 北新地站

阪急電鐵
- 神戶本線、 寶塚本線：大阪梅田站 - 中津站
- 千里線：天神橋筋六丁目站

阪神電氣鐵道
- 本線：大阪梅田站

大阪市高速電氣軌道（大阪地下鐵）
- 御堂筋線：中津站 - 梅田站
- 谷町線：天神橋筋六丁目站 - 中崎町站 - 東梅田站 - 南森町站
- 四橋線：西梅田站
- 堺筋線：天神橋筋六丁目站 - 扇町站 - 南森町站

京阪電氣鐵道
- 中之島線：中之島站 - 渡邊橋站 - 大江橋站 - 難波橋站
  - 2008年10月19日開業。京阪首條北區內路線。

## 觀光景點
- 綱敷天神社（喜多埜天神＝北之天神）
- 綱敷天神社御旅所（梅塚天神）
- 齒神社
- 露天神社（於初天神）
- 大阪天滿宮
- 堀川戎神社
- 鶴滿寺
- 東本願寺天滿別院
- 太融寺 - 新西国三十三箇所觀音靈場第2番
- 中之島
  - 大阪市立東洋陶瓷美術館
  - 大阪市中央公會堂
  - 大阪府立中之島圖書館
  - 大阪市立科学館
  - 国立国際美術館
- 造幣博物館 （造幣局内）
- Grand Front Osaka
- 大阪生活今昔館
- 大阪市立北図書館
- 北新地（曾根崎新地）
- 堂山町
- 梅田Joypolis
- 浪速淀川花火大會 - 每年8月舉辦。

## 本地出身名人
- 川端康成 - 日本首位諾貝爾文學獎得主（1968年）

## 外部連結
- （日語） 大阪市北區公所的Facebook專頁
- （日語） 大阪市北區公所的X（前Twitter）